# Antonov An-124
Antonov An-124 Ruslan, förkortat An-124 (ryska: Антонов Ан-124 Руслан. NATO-rapporteringsnamn: Condor), är världens näst största serietillverkade flygplan, ett jetdrivet 4-motorigt transportflygplan tillverkat av Antonov. Planet tillhör samma familj som Antonov An-225 som blev förstörd under Rysslands invasion av Ukraina 2022 och som hade många delar gemensamt med (bland annat motorer).

## Historia
Tillverkningen av flygplanet började under 1979 i Ryska SFSR och Ukrainska SSR. Planet flögs för första gången den 24 december 1982 och visades upp på Paris Air Show 1985. Hittills har An-124 tillverkats i 56 olika exemplar.

## Övriga användare

### Sverige
Den svenska försvarsmakten har tidigare hyrt in flygplanstypen för långa och tunga transporter då Tp 84 (Lockheed C-130 Hercules) inte räckte till, eller då Boeing C-17 Globemaster III inte fanns tillgänglig.

## Bilder

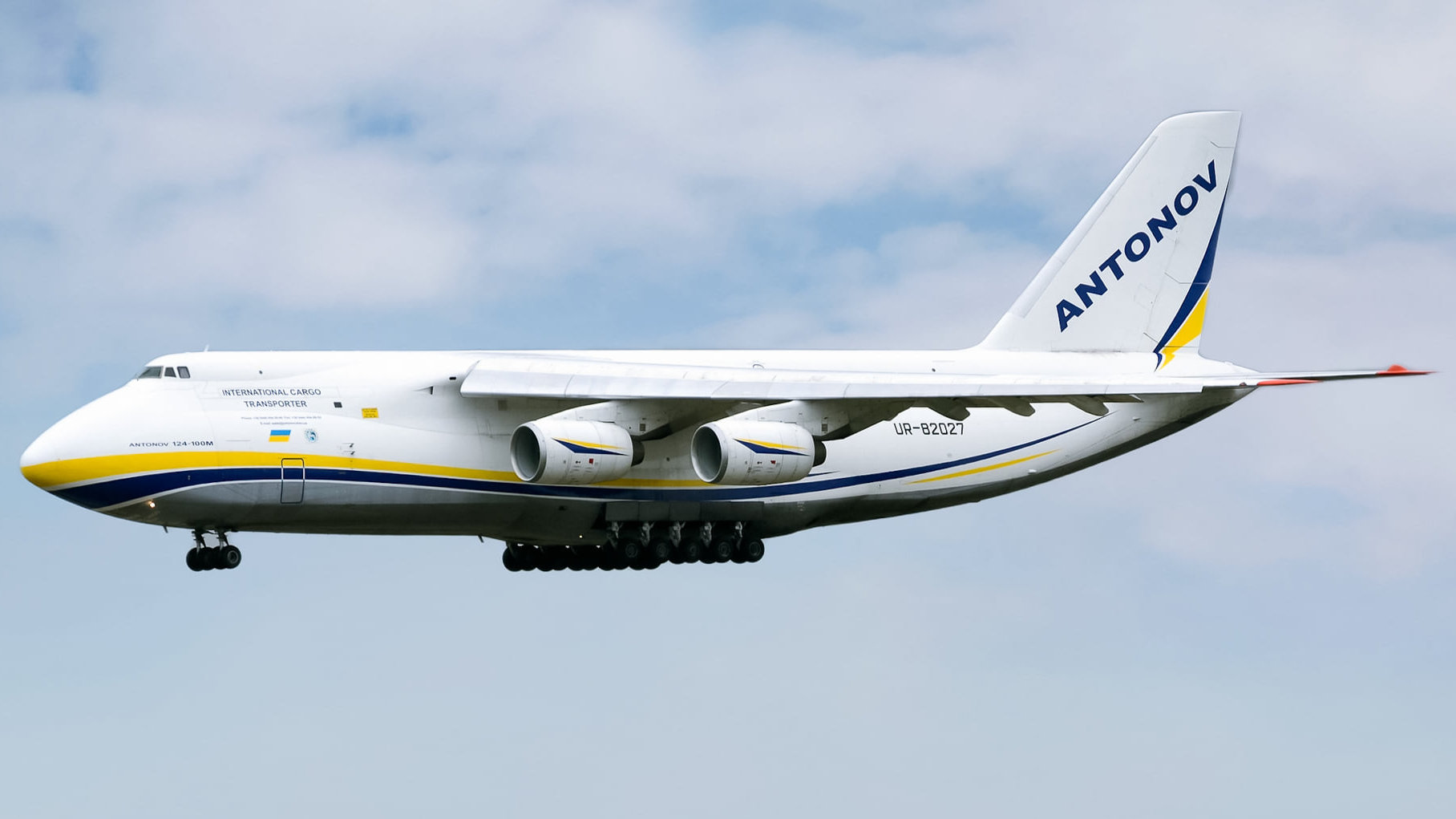
Ukrainsk An-124-100M.
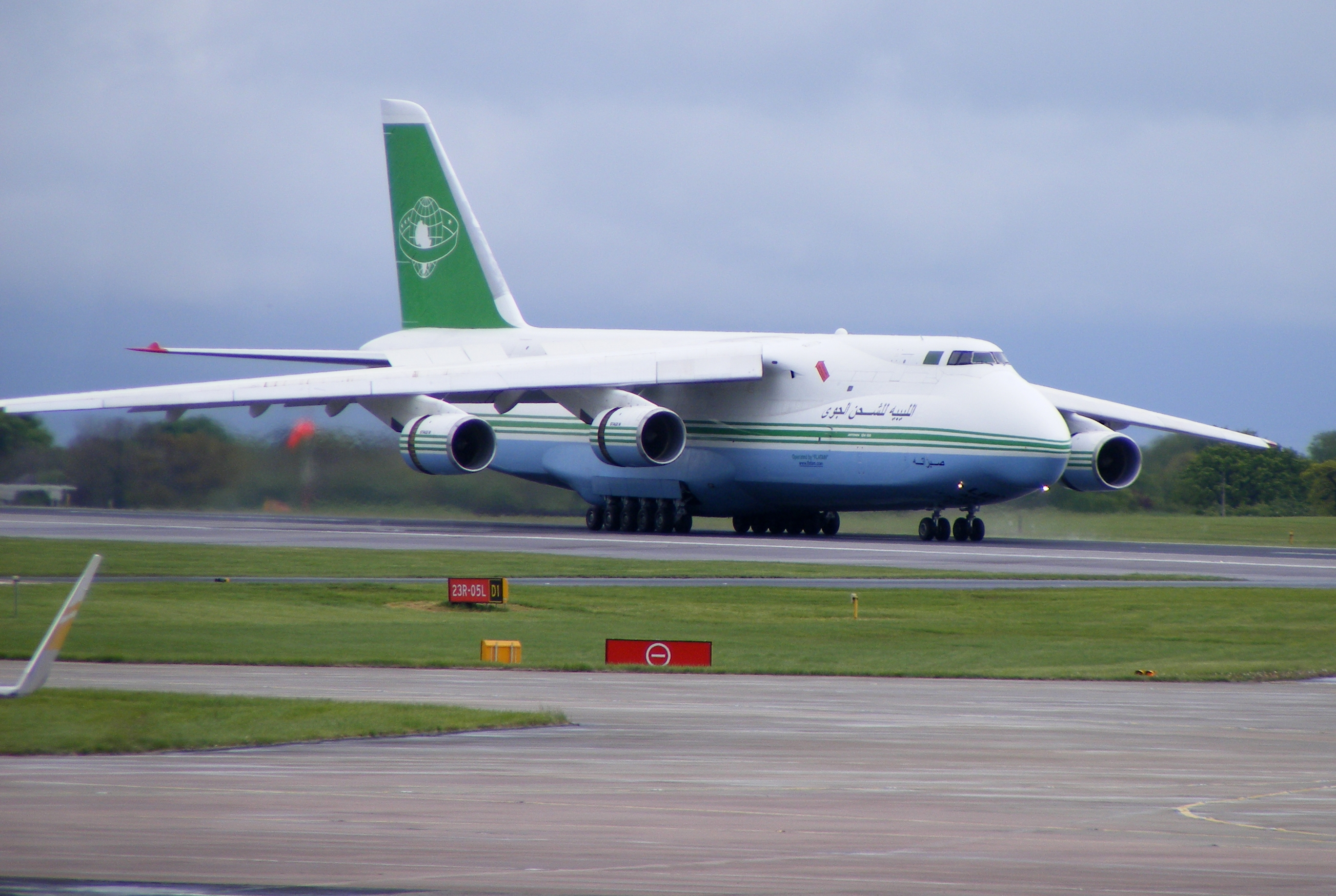
Libyisk An-124.
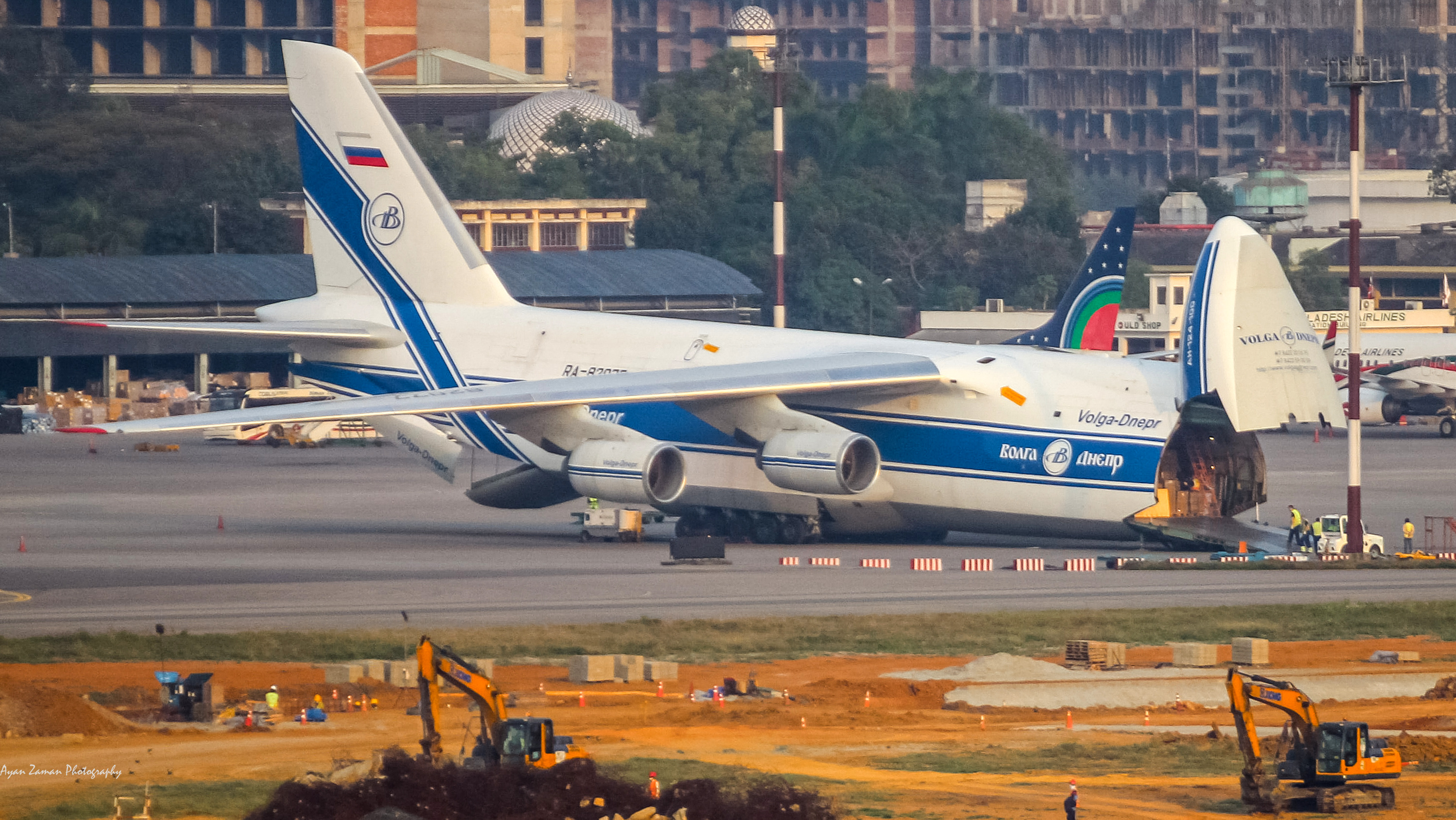
En rysk An-124-100 med fronten uppfälld.
- En An-124 lyfter från Lviv i Ukraina.